# 3025 Higson
3025 Higson eller 1982 QR är en asteroid i huvudbältet som upptäcktes den 20 augusti 1982 av det amerikanska astronom paret Eugene M. och Carolyn S. Shoemaker vid Palomar-observatoriet. Den är uppkallad efter Roger Higson.
Asteroiden har en diameter på ungefär 45 kilometer. Den tillhör och har givit namn åt asteroidgruppen Higson.